# Marcel Anghelescu
Marcel Petre Anghelescu (n. 3 noiembrie 1909, Craiova – d. 22 februarie 1977, București) a fost un celebru actor român de teatru și film. A interpretat roluri de compoziție, cu predilecție comice (Pristanda din O scrisoare pierdută de Caragiale, Nebunul din Regele Lear de Shakespeare) pe scena Teatrului Național din București.
Actorul Marcel Anghelescu a primit titlul de Artist Emerit al Republicii Populare Romîne (1953) și apoi pe cel de Artist al Poporului din Republica Populară Romînă (1964). De asemenea, a fost laureat al Premiului de stat.

## Biografie
A terminat Școala militară în Craiova, dar nu a dorit să urmeze o carieră militară. Fiind atras de actorie, Anghelescu se înscrie la Conservatorul de Artă Dramatică din Chișinău, pe care îl absolvă în 1933, fiind remarcat de regizorul Ion Aurel Maican, care i-a oferit primele roluri. După ce s-a mutat la Iași și apoi la București, a colaborat cu Sică Alexandrescu, moment în care cariera sa a cunoscut un salt important. Pe lângă Teatrul Național, a jucat și în teatrul radiofonic, a jucat în aproape patruzeci de filme, realizate de regizori importanți ai cinematografiei românești, precum Ion Popescu Gopo, Savel Stiopul, Mircea Mureșan, Paul Călinescu, Gheorghe Vitanidis, Iulian Mihu, Doru Năstase, Sergiu Nicolaescu, Jean Georgescu. Marcel Anghelescu a fost o prezență constantă și pe platourile Televiziunii Române. Actorul a colaborat la zeci de emisiuni de divertisment . Între 1971 și 1974, a fost directorul Teatrului din Ploiești.
Cariera sa a fost acompaniată de o admirație profundă a publicului și o apreciere constantă din partea criticilor. Talentul și dedicația sa l-au consacrat drept o figură unică în cultura românească, iar vocea sa inconfundabilă și prezența scenică au rămas în memoria spectatorilor.
Marcel Anghelescu s-a stins din viață pe 22 februarie 1977, la vârsta de 67 de ani, lăsând în urmă o moștenire artistică impresionantă.

## Distincții
- Medalia „A cincea aniversare a Republicii Populare Române” (24 decembrie 1952) „pentru lupta și munca duse în vederea făuririi, consolidării și prosperării Republicii Populare Române”[3]
- titlul de Artist Emerit al Republicii Populare Române (23 ianuarie 1953) „pentru merite deosebite, pentru realizări valoroase în artă și pentru activitate merituoasă”[4]
- titlul de Artist al Poporului din Republica Populară Romînă (18 august 1964) „pentru merite deosebite în activitatea desfășurată în domeniul teatrului, muzicii, artelor plastice și cinematografiei”[5]
- Ordinul Meritul Cultural clasa I (6 noiembrie 1967) „pentru activitate îndelungată în teatru și merite deosebite în domeniul artei dramatice”[6]

## Filmografie
- Ziua cumpătării (1942)
- Escadrila albă - (1944) - Nello
- Răsună valea (1949)
- Lanțul slăbiciunilor (scurtmetraj, 1952)
- O scrisoare pierdută (1954) - Ghiță Pristanda
- Cu Marincea e ceva (1954)
- Popescu 10 în control (1955)
- Pe răspunderea mea (1956)
- O mică întîmplare! (1957)
- Două lozuri (1957) - căpitanul Pandele
- Pasărea furtunii (1957)
- Ciulinii Bărăganului (1958)
- Avalanșa (1959)
- Telegrame (1960) - Popic
- Băieții noștri (1960)
- Bădăranii (1960) - jupân Maurizio
- O zi pierdută (1960)
- Darclée (1960)
- Omul de lângă tine (1961)
- Pe litoral mi-a rămas inima (1961)
- Post restant (1962)
- Cinci oameni la drum (1962)
- Lumină de iulie (1963)
- Partea ta de vină... (1963)
- Pași spre lună (1964)
- Mofturi 1900 (1965)
- Steaua fără nume (1966) - șeful de gară
- Castelanii (1967) - Mădăraș
- Corigența domnului profesor (1968)
- Aventuri la Marea Neagră (1972)
- Ceața (1973)
- Trei scrisori secrete (1974)
- Frații Jderi (1974) - hangiul Iohan Roșu
- Ștefan cel Mare - Vaslui 1475 (1975) - George Amirutzes
- Mușchetarul român (1975)
- Tufă de Veneția (1977)
- Războiul independenței (1977)
- Severino (1978)